# Lista de personagens de The New Adventures of Old Christine

## Principais

### Christine Campbell
- Intérprete: Julia Louis-Dreyfus

O personagem principal da série, é uma mãe divorciada que possui e opera um centro de fitness para mulheres. Ela tem uma série de neuroses: embora ela sofre de sentimentos de inadequação, ela também pode ser altamente egoísta e auto-obsessão. A Má sorte de Christine com relacionamentos continuou após o divórcio, e incluiu relacionamentos fracassados com o pai de Nova Christine, o professor de seu filho e seu ex-cunhado. Christine é obcecada por ser vista como socialmente progressista e liberal, e, recentemente, casou-se com sua melhor amiga Barb quando ela corria o risco de ser deportada, mas este casamento acabou pouco tempo devido ao fato de que em nenhuma maneira protegida Barb. Christine atualmente está em outro relacionamento disfuncional, como ela tem sentimentos românticos por seu terapeuta Max.

### Richard Campbell
- Intérprete: Clark Gregg

É o ex-marido de Christine, que mantém uma presença freqüente em sua vida. Após se divorciar de Christine, ele encontrou o amor com outra mulher chamada Christine, a quem ele deu a alcunha de "New Christine" (Nova Christine em português). Ele sofre de problemas de comprometimento, e só recentemente é que ele finalmente casou. A presença de Richard sobre sua ex-mulher causou uma tensão entre ele e a "New Christine", que aumentou quando ela saiu de seu casamento. Richard finalmente aceitou o fato de ela não querer-lhe de volta, mas apesar de Richard é atualmente solteiro. A New Christine apareceu em sua porta um mês depois furiosa, revelando que está grávida.

### Matthew Kimble
- Intérprete: Hamish Linklater

Matthew, é o irmão de Christine que vive com ela, e que muitas vezes age como o homem hetero para sua irmã neurótica. Matthew teve problemas para encontrar um plano de carreira: em primeiro lugar ele entrou e depois saiu da escola médica, e está actualmente a seguir uma carreira como terapeuta. Ele sofre de uma certa forma não natural de apego à sua mãe (que ele a beija na boca e fala várias vezes ao dia), mas, recentemente, perdeu muitos amores com muitas mulheres, e fica desolado. Matthew finalmente saiu da casa Christine e atualmente está compartilhando um belo apartamento com Richard.

### Barbara "Barb" Baran
- Intérprete: Wanda Sykes

Barbara é a melhor amiga hetero de Christine e colega na academia (que muitas vezes ela chama de "my black friend Barb" ("minha amiga negra Barb")). Barb é divorciada e na quarta temporada foi revelado que ela é das Bahamas, e não uma cidadã estudanidense. Ela tem um sentido de humor sarcástico seco e raramente se entusiasma por qualquer um dos planos de Christine. Barb e Christine se casaram no início da temporada quatro para salvar Barb de deportação, mas o casamento do mesmo sexo acabou resultando em perder a propriedade de sua academia. Desde que a perdeu, Barb vendeu seu condomínio para construir um novo negócio e é casada com Richard para evitar a deportação. Ela também está comprometida com Dave, um homem que ela conheceu no casamento. Infelizmente, na realidade Dave odeia Barb e pensou que propô-la  iria separá-los, mas ela aceitou.

### Christine Hunter (New Christine)
- Intérprete: Emily Rutherfurd

Christine é a ex-noiva de Richard, muitas vezes uma frustrada e confusa jovem loira de ascendência alemã que ele deu a alcunha de "New Christine". Ela está irritada com a amizade contínua com "Old Christine" (Velha Christine), que a trata com desdém, levando a fricção entre as duas mulheres. Ela também está frustrada com o ritmo lento de Richard de compromisso de seu relacionamento. Ela desistiu de seu casamento, e atualmente é solteira. Tem raiva intensa por Richard ter arruinado seu casamento, e também ficou furiosa ao saber que ela está grávida, apesar de dizer a Richard para fazer uma vasectomia.

### Ritchie Campbell
- Intérprete: Trevor Gagnon

Ritchie, e o único filho de Christine e primeiro filho de Richard, que atende uma elegante escola particular. Muitas vezes, sufocado por sua mãe, sua falta de traços masculinos tinham começado recentemente a preocupar seu pai.

### Marly e Lindsay
- Intérpretes: Tricia O'Kelley e Alex Kapp Horner

Marly e Lindsay são duas más, ricas mães cujos filhos frequentam a escola de Richie. Elas são vistas como as "rainha da escola", apesar de Marly é claramente dominante de Lindsay subserviente (Lindsay ainda ficou grávida quando Marly ficou para não fazer isso sozinha). Eles frequentemente fazem Christine sentir-se inferior, levando Christine constantemente a tentar encontrar maneiras de obter de volta para eles. 

## Apoio

### Mike Gay
- Intérprete: Tom Papa
- Apareceu na Temporada: 3

Mike é o único amigo de Christine na Westbridge, como ele é semelhante a Christine porque ele não é rico e divorciado.

### Sad Stan
- Intérprete: Andy Richter
- Apareceu nas Temporadas: 1-3

Stan é um pai divorciado ridicularizado na Westbridge que Christine se vê incapaz de não dormir com. Mais tarde, ela anuncia porque encontra-o de modo irresistível.

### Jeff Hunter
- Intérprete: Scott Bakula
- Apareceu na Temporada: 2,4

Jeff originalmente interesse do amor de Christine, mas logo descobre que é "novo pai" de Christine. Eles continuam a data para um tempo depois, mas acabou se torna demasiado para Christine. Em Nova Christine e Richard's Wedding, Jeff e Christine reacender seu relacionamento. Christine percebe logo após isso, ele está envolvido.

### Tom
- Intérprete: Dave Foley
- Apareceu na Temporada: 2-3, 5

Tom associado Richard trabalho e obsesser de Christine. Depois que ele ficou doente em seu primeiro encontro desastroso, eles ligadas mais tarde na série, mas Christine ainda se recusou a vê-lo. Richard configurá-los novamente, e desta vez Christine usou para o seu dinheiro, mas Tom deixou depois que ele tentou se sedução Christine dele como "repulsivo".

### Daniel Harris
- Intérprete: Blair Underwood
- Apareceu na Temporada: 2-3, 5

Daniel Harris foi professor de Ritchie no quarto ano, até que mudou de escola e começou a namorar Christine. Ela foi apaixonada por ele por um longo tempo, mas apesar de o namoro ter ido bem, eventualmente torna-se complicado para Daniel por causa dos horários de Christine.

### Ali
- Intérprete: Amy Farrington
- Apareceu na Temporada: 1-4

Ali, quieto, tímido e trabalhador surpreendentemente espirituoso no ginásio.

### Mrs. Belt
- Intérprete: Jordan Baker
- Apareceu na Temporada: 1

Mrs. Belt, professora de Ritchie de terceiro grau.

### Burton Shaffer
- Intérprete: Matt Letscher
- Apareceu na Temporada: 1-2

Burton, Christine on-and-off interesse romântico. Ela sempre se encontra estupidamente dividi-los até Burton teve a terapia. Eles namoraram novamente, mas ele estava tão diferente e estranho Christine não podia levá-lo.

### Ashley
- Intérprete: Lily Goff
- Apareceu na Temporada: 1-presente

Filha De Marly

### Kelsey
- Intérprete: Marissa Blanchard
- Apareceu na Temporada: 1-presente

Kelsey é filha de Lindsay. Tem tendências lésbicas.

### Kit/Mrs. Kit/Sra. Nunley
- Intérprete: Nancy Lenehan
- Apareceu na Temporada: 1-2, 5

Nunley, principal peppy da escola de Ritchie. Nancy Lenehan, antes recorrentes como a Sra. Nunley, fez participações especiais em uma temporada como uma personagem completamente diferente.

### Pete
- Intérprete: Anthony Holiday
- Apareceu na Temporada: 1-2

Ex-marido de Barb. Parece ter emoções sensiveis.

### Mrs. Wilhoite
- Intérprete: Mary Beth McDonough
- Apareceu na Temporada: 1-presente

Sra. Wilhoite, professora e mãe ma na escola.

### Ms. Hammond
- Intérprete: Jane Lynch
- Apareceu na Temporada: 2

Ms. Hammond, conselheira de ética e professora de ginástica na escola.

### Lucy
- Intérprete: Michaela Watkins
- Apareceu na Temporada: 4

Lucy, um ex-paciente de Mattew, que fica atraída por figuras de autoridade. Mattew não consegue se controlar e, assim, os dois começam a data. Desde então, inesperadamente, os dois se apaixonaram e ostentou uma relação muito mais grave. Os dois se mudou, e, infelizmente, ambos exibiram qualidades negativas que levaram a uma quebra de perturbar-up.

### Patrick Harris
- Intérprete: Tim DeKay
- Apareceu na Temporada: 4

Patrick, o novo namorado de Christine, que ela encontra em uma loja de vídeo e começa a namorar. Patrick acaba por ter alguns problemas graves raiva quando ele "perde" em alguma coisa, e Christine terrivelmente rompeu com ele.

### Joe Campbell
- Intérprete: Charles Esten
- Apareceu na Temporada: 2, 4

Joe Campbell, irmão de Richard. Joe passou a noite na casa de Christine, durante uma visita e após esta admitido que ele era homossexual. Ele vive em San Francisco e voltou para a festa de Richard bacharel em que ele ficou com ciúmes ele não era o melhor homem.

### Todd Watski
- Intérprete: Lee Tergensen
- Apareceu na Temporada: 4

Todd, rival de Christine ensino fundamental. Quando ela descobre que ele é um pai colegas na escola, ela se vinga. Christine posterior usa-lo em um ensaio do casamento como a sua data para fazer Richard com ciúmes, mas o seu 'burro' qualidades kick in.

### Amy Hunter
- Intérprete: Constance Zimmer
- Apareceu na Temporada: 4

Amy Hunter, irmã de Nova Christine. Amy é notavelmente muito diferente do que sua irmã, pois ela é muito menos ditsy e muito mais terra-a-terra. Ela atende em Mattew, Richard e Christine Novo ensaio do casamento e os dois gancho para cima.

### Principal Merrow
- Intérprete: Stephen Toblowsky
- Apareceu na Temporada: 4

Principal Merrow, principal Westbridge do ensino médio. Ele tem muito pouca tolerância para comportamento neurótico de Christine.

### Max
- Intérprete: Eric McCormack
- Apareceu na Temporada: 5

Max, terapeuta atual Christine / atração e mentor de Mattew. Christine e partes Max uma atração mútua, embora actualmente Christine é apenas o seu paciente. Max já teve sua licença suspensa vezes mútuo para se aproximar de pacientes, e Matthew mostrou imensa reprovação de seu mentor namoro de sua irmã.

### Dave
- Intérprete: James Lesure
- Apareceu na Temporada: 4-5

Dave, um homem Barb reuniram-se no casamento de Richard e Nova Christine. Embora inicialmente tentou deportá-la como ele é um agente do IRS, mais tarde ele descobriu uma maneira de mantê-la no país por causa de seus sentimentos por ela, mas mais tarde desenvolveu um ódio dela como seu relacionamento progrediu. Ele propôs a ela, pensando que ela iria romper com ele, mas os dois são noivos.

## Estrelas mais notáveis

### Dr. Palmer
- Intérprete: Jason Alexander

Dr. Palmer, ginecologista de Christine.

### Audrey
- Intérprete: Sandra Bernhard

Audrey, um ativista da promoção de perfuração de petróleo offshore, que Christine oposição. Ela chama Christine Shorty ", para os contadores de Christine, chamando-lhe nomes como" alta "ou" Gigantor".

### Claire
- Intérprete: Rachael Harris

Claire, noivo de Christine amigo da faculdade.

### Belinda
- Intérprete: Ana Ortiz

Belinda, um baixo-Terra mãe de Português na escola Richie.

### Timmy
- Intérprete: Ben Feldman

Timmy, um jovem advogado ambicioso que Nova Christine criada com Christine.

### Shelley
- Intérprete: Gigi Rice

Shelley, mãe protetora de Timmy

### Ben
- Intérprete: Matthew Glave

Ben (Matthew Glave), amiga de Christine da faculdade e noivo de Claire.

### Neil
- Intérprete: Jeffrey Tambor

Neil, dono de um clube de réptil Richie quer entrar. Christine concorda em ir a um encontro com ele para permitir Richie no clube.

### Liz
- Intérprete: Helen Slater

Liz, uma mãe na escola de Richie, que flerta com Mattew e emprega ao mesmo tempo.

### Padre Christopher
- Intérprete: Ed Begley Jr.

Padre Christopherum ministro amigável que tenta fazer com que Christine sente confortável na igreja.

### Angela
- Intérprete: Brenda Blethyn

Angela, mãe neurótica de Christine.

### Margaret
- Intérprete: Megan Mullally

Margaret (Megan Mullally), consultora empresarial de Christine e ginásio Barb.

### Francie
- Intérprete: Kristen Johnston

Uma mãe na escola de Richie, e amigo necessitado Christine. é nova.

### Howard
- Intérprete: Corbin Bernsenn

Howard, uma alta potência Christine contrata advogado em seu divórcio com Barb.

### Agnes
- Intérprete: Marion Ross

Agnes, uma mulher idosa que Richard tenta expulsar de seu próprio apartamento.

### Tracey
- Intérprete: Jennifer Grey

Tracey, uma mulher apaixonada que Christine estabelece com Richard. (Jennifer Grey é a mulher da série Star Clark Gregg)

### Frances
- Intérprete: Amy Sedaris

Frances, uma vítima de bullying,as Christines de sua infância que Christine tenta fazer as pazes com.